# Jazzmatazz, Vol. 2: The New Reality
Albums de Guru
Jazzmatazz Vol. 1
(1993) Jazzmatazz, Vol. 3: Streetsoul
(2000)
Singles
1. Watch What You Say
Sortie : 1995

Jazzmatazz, Vol. 2: The New Reality est le deuxième album studio du rappeur Guru, sorti le 18 juillet 1995.
L'album s'est classé 16e au Top R&B/Hip-Hop Albums et 71e au Billboard 200.

## Liste des titres
| No  | Titre                                                          | Contient un (des) sample(s) de                                                             | Durée |
| --- | -------------------------------------------------------------- | ------------------------------------------------------------------------------------------ | ----- |
| 1.  | Intro [Light It Up] Jazzalude I                                |                                                                                            | 1:44  |
| 2.  | Lifesaver                                                      | Django de Cal Tjader featuring John Lewis Outside Love de Brethren                         | 4:13  |
| 3.  | Living in This World                                           | Star Steppin' de Peaches & Herb                                                            | 4:29  |
| 4.  | Looking Through Darkness                                       | A Change Is Gonna Come d'Otis Redding Slippin' Into Darkness de War                        | 4:48  |
| 5.  | Skit a [Interview] Watch What You Say                          | The Midnight Sun Will Never Set de Quincy Jones                                            | 5:00  |
| 6.  | Jazzalude II - Defining Purpose                                |                                                                                            | 1:02  |
| 7.  | For You                                                        | Brown Baby de Diana Ross                                                                   | 4:10  |
| 8.  | Insert a [Mental Relaxation] Medicine                          | The Planet de Gang Starr Memory Lane (Sittin' in Da Park) de Nas                           | 4:19  |
| 9.  | Lost Souls                                                     | Get Up, Stand Up de Bob Marley and The Wailers                                             | 4:12  |
| 10. | Insert B [The Real Deal] Nobody Knows (featuring Shara Nelson) | You Are My Starship de Norman Connors featuring Michael Henderson                          | 3:58  |
| 11. | Jazzalude III - Hip Hop As a Way of Life                       |                                                                                            | 1:17  |
| 12. | Respect the Architect                                          | I Can See Clearly Now de Johnny Nash Nobody Beats the Biz de Biz Markie featuring T.J Swan | 4:51  |
| 13. | Feel the Music                                                 | Sneakin' in the Back de Tom Scott and The L.A. Express Revival de Martine Girault          | 3:57  |
| 14. | Young Ladies                                                   |                                                                                            | 4:12  |
| 15. | The Traveler                                                   |                                                                                            | 4:01  |
| 16. | Jazzalude IV - Maintaining Focus                               |                                                                                            | 1:18  |
| 17. | Count Your Blessings                                           | Your Love des Skool Boyz                                                                   | 4:02  |
| 18. | Choice of Weapons                                              | It's a New Day de Skull Snaps                                                              | 4:24  |
| 19. | Something in the Past                                          | What You Won't Do for Love de Bobby Caldwell You're a Customer d'EPMD                      | 3:19  |
| 20. | Skit B [A lot on My Mind] Revelation                           |                                                                                            | 4:35  |